# Flurin Caviezel

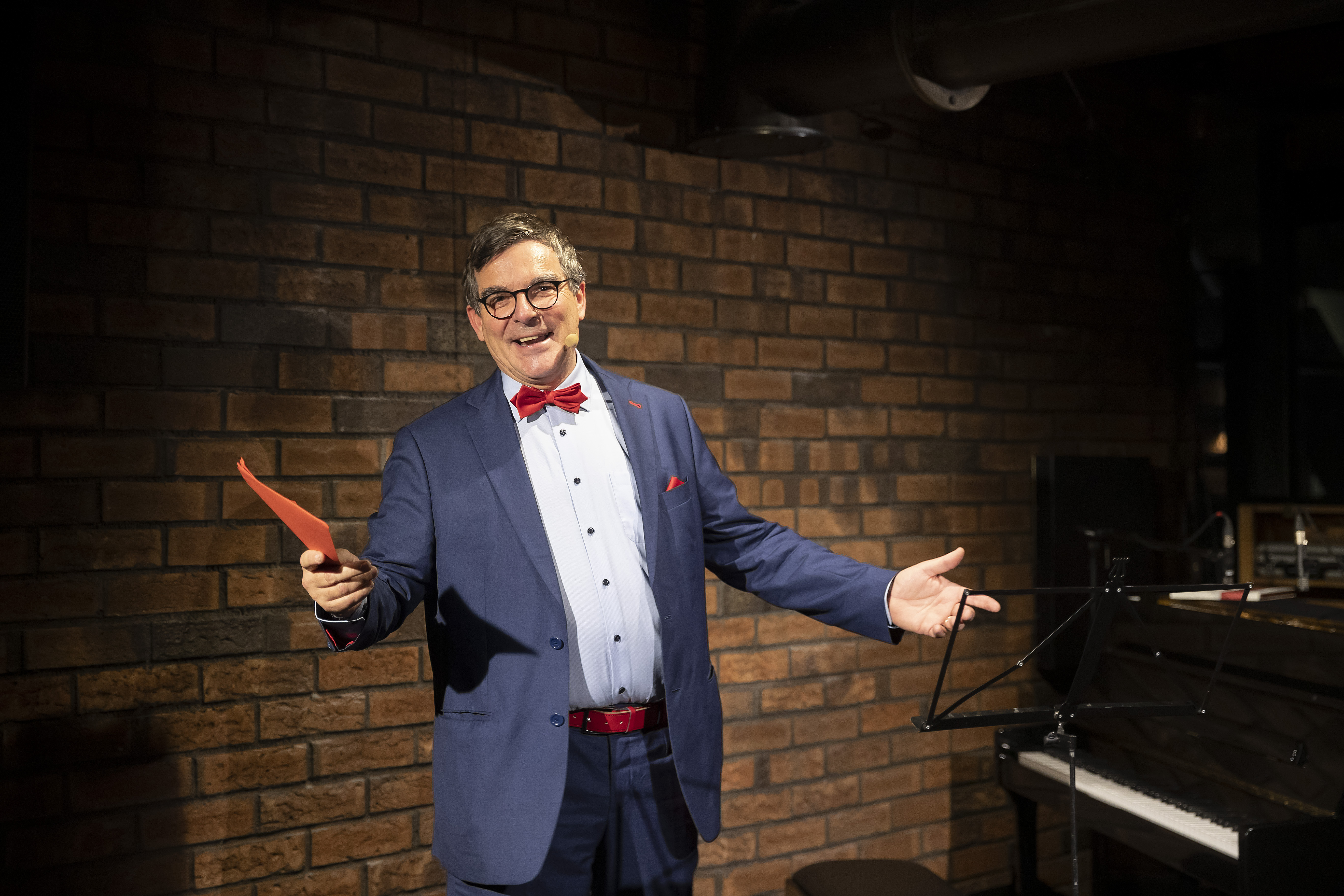
Flurin Caviezel, 2019

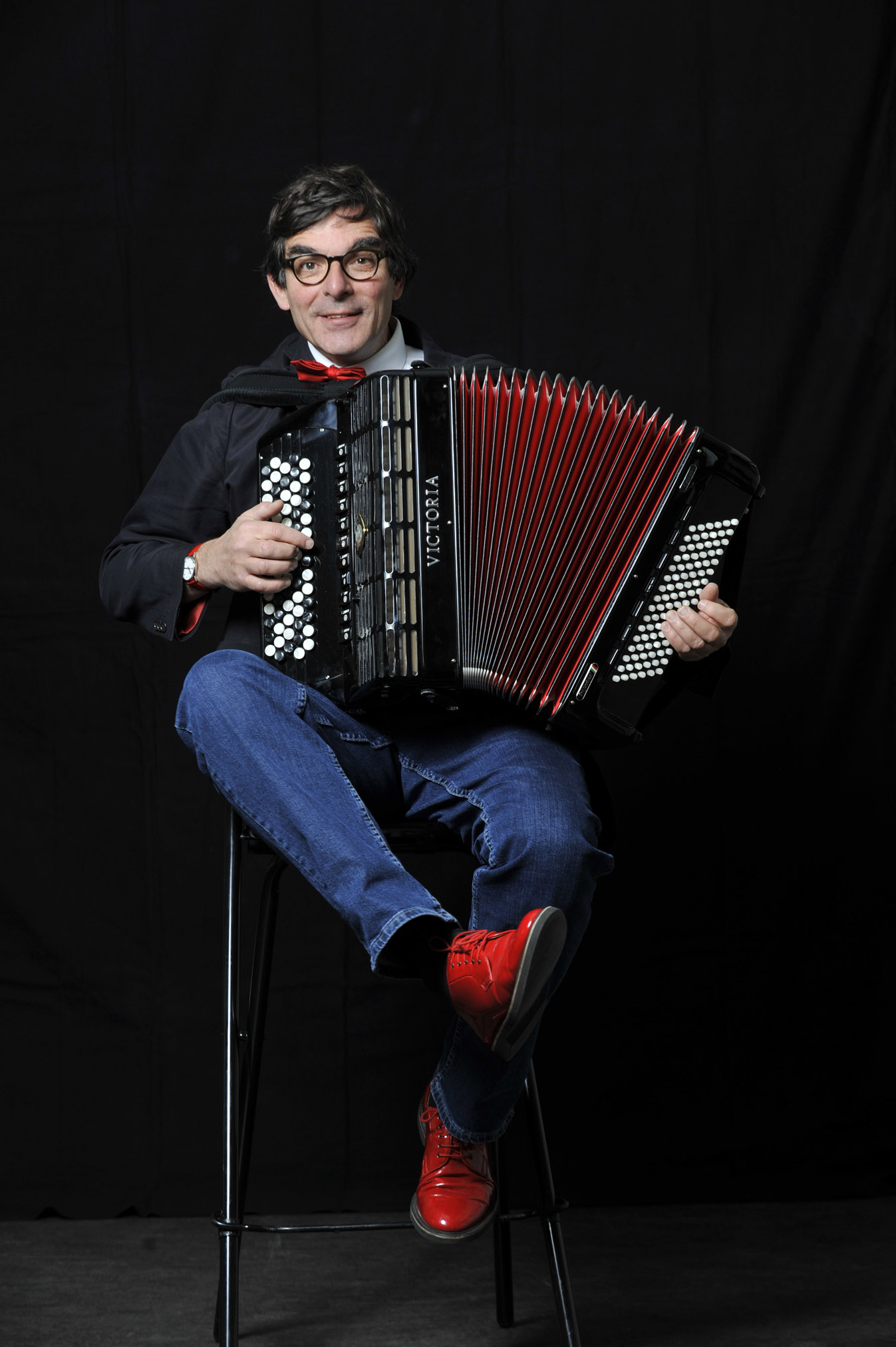
Flurin Caviezel, der Mann mit den roten Schuhen.

Flurin Caviezel (* 1956) ist ein Schweizer Musiker, Kabarettist und Autor aus dem Kanton Graubünden.

## Leben und Wirken
Flurin Caviezel wuchs im Unterengadin, im Bergell und in Chur auf. Er besuchte die Bündner Kantonsschule in Chur und war dort später als Musiklehrer tätig. In Zürich studierte er Musikwissenschaft, Musik und Geschichte.  
Caviezel ist mit vier unterschiedlichen Programmen auf Tournee und arbeitet momentan (Frühling 2023) am sechsten Programm Falten. Seine Programme beinhalten Geschichten in Mundart, Lesungen und Musik. Schweizweit bekannt wurde er vor allem durch seine Sendung Morgengeschichten und zahlreiche Auftritte bei SRF 1 bekannt. Flurin Caviezel trat unter anderem am Arosa Humorfestival und an den Oltner Kabarett-Tagen auf.

## Ehrungen
- 1997: Förderpreis des Kantons Graubünden
- 2005: Schparzorden Chur
- 2006: Anerkennungspreis der Stadt Chur
- 2006: Kulturpreis der SRG SSR
- 2014: Anerkennungspreis des Kantons Graubünden

## Veröffentlichungen
- S'isch doch asò. Christoph Merian Verlag, 2015, ISBN 978-3-85616-704-2.
- Wia gsait: Morgagschichta. (mit CD) Zytglogge Verlag, 2017, ISBN 978-3-7296-0848-1.
- Isch impfall wohr: Gschichta. Zytglogge Verlag, 2018, ISBN 978-3-7296-0980-8.